# Rally-VM 1996
Rally-VM 1996 kördes över 9 omgångar och vanns av Tommi Mäkinen, Finland.

## Statistik

### Delsegrare
| Rally              | Vinnare       | Märke      |
| ------------------ | ------------- | ---------- |
| Svenska rallyt     | Tommi Mäkinen | Mitsubishi |
| Safarirallyt       | Tommi Mäkinen | Mitsubishi |
| Indonesiska rallyt | Carlos Sainz  | Ford       |
| Akropolisrallyt    | Colin McRae   | Subaru     |
| Argentinska rallyt | Tommi Mäkinen | Mitsubishi |
| Finska rallyt      | Tommi Mäkinen | Mitsubishi |
| Australienrallyt   | Tommi Mäkinen | Mitsubishi |
| Sanremorallyt      | Colin McRae   | Subaru     |
| Katalanska rallyt  | Colin McRae   | Subaru     |

### Slutställning
| Placering | Förare           | Märke      | Poäng |
| --------- | ---------------- | ---------- | ----- |
| 1         | Tommi Mäkinen    | Mitsubishi | 123   |
| 2         | Colin McRae      | Subaru     | 92    |
| 3         | Carlos Sainz     | Ford       | 89    |
| 4         | Kenneth Eriksson | Subaru     | 78    |
| 5         | Piero Liatti     | Subaru     | 56    |
| 6         | Bruno Thiry      | Ford       | 44    |